# Nóra Edöcsény
Nóra Edöcsény-Hóbor  (n. 2 februarie 1974, Budapesta) este o atletă din Ungaria. Edöcseny a concurat la primul triatlon olimpic la Jocurile Olimpice de vară din 2000. Ea a realizat un timp de 2:05:20.03 ocupând locul 19.